# Gilles Vidal (designer)
Pour les articles homonymes, voir Vidal et Gilles Vidal.
Gilles Vidal, né en octobre 1972 à Aurillac en Auvergne en France, est un designer automobile français. Il est directeur du style du constructeur automobile français Peugeot de 2010 à 2020, et est à l'origine du virage stylistique de la marque. En 2020, il rejoint le design du constructeur français Renault. Enfin en 2025, il retourne chez Stellantis.

## Biographie

### Enfance et études
Gilles Vidal grandit à Aurillac en Auvergne en France, dans une famille de concessionaires automobiles. Après un baccalauréat littéraire option arts plastiques, il étudie à l'Art Center College de Vevey, en Suisse, où la voiture finit par l'intéresser. 

### Chez Citroën et Peugeot
Gilles Vidal entre en 1996 chez Citroën dès ses études finies, où il collabore avec le designer Jean-Pierre Ploué, qui a relancé le style de la marque. Il signe le restylage du Berlingo, la version rallye de la Saxo et le concept Osmose. En 2005, il devient responsable des concepts cars.  
Lorsqu'en 2009 Jean-Pierre Ploué supervise le style pour les deux marques Citroën et Peugeot, Gilles Vidal devient responsable des concepts cars au sein du style Peugeot, il supervise les Peugeot BB1 et SR1. Il collabore à la définition de la nouvelle identité de la marque Peugeot qui est présentée début 2010, pour orienter la marque au lion vers le premium.[source insuffisante]. Il devient directeur du style en 2010. Chez Peugeot, Gilles Vidal donne un nouveau départ à la marque qui ralentit, en redéfinissant le style du constructeur généraliste. Peugeot gagne une identité et un style français (le « french flair »)  qui va faire le succès de ses modèles : la 308 est élue voiture de l'année 2014, et la 3008 de même en 2017. La 508 est cependant une de ses voitures qui, à cause de son style, n'a pas autant convaincu. En 2019, le designer dirige une équipe de 110 personnes, dont le Peugeot Design Lab travaillant sur les objets non automobiles : moulins à café, montres, etc.

### Chez Renault
Le 28 juillet 2020, il quitte ses fonctions à la tête du design Peugeot et est remplacé par Matthias Hossann. En novembre 2020, il rejoint l'équipe de design du constructeur français Renault sous la direction de Laurens van den Acker, et est notamment chargé du design de la Renault 5 E-Tech Electric.[source insuffisante]

### Retour chez Stellantis
Le 25 juillet 2025, le groupe Stellantis annonce le retour de Gilles Vidal à la direction du design et stratégie créative pour ses marques européennes en remplacement de Jean Pierre Ploué, qui quitte l'entreprise.

## Style
Son design chez Peugeot est caractérisé par une révolution de l'habitacle : tableau de bord plus haut aux matériaux brutes, favorisation des touches, volant rapetissé, rangements nombreux. Le design extérieure est aussi marqué de sa patte : capot surélevé plat sur la face avant, éléments chromés parcimonieux, prolongement des fenêtres par le noir, roues encadrées.

## Événement
Gilles Vidal fait partie du jury du Chantilly Arts & Elegance Richard Mille.[source insuffisante]

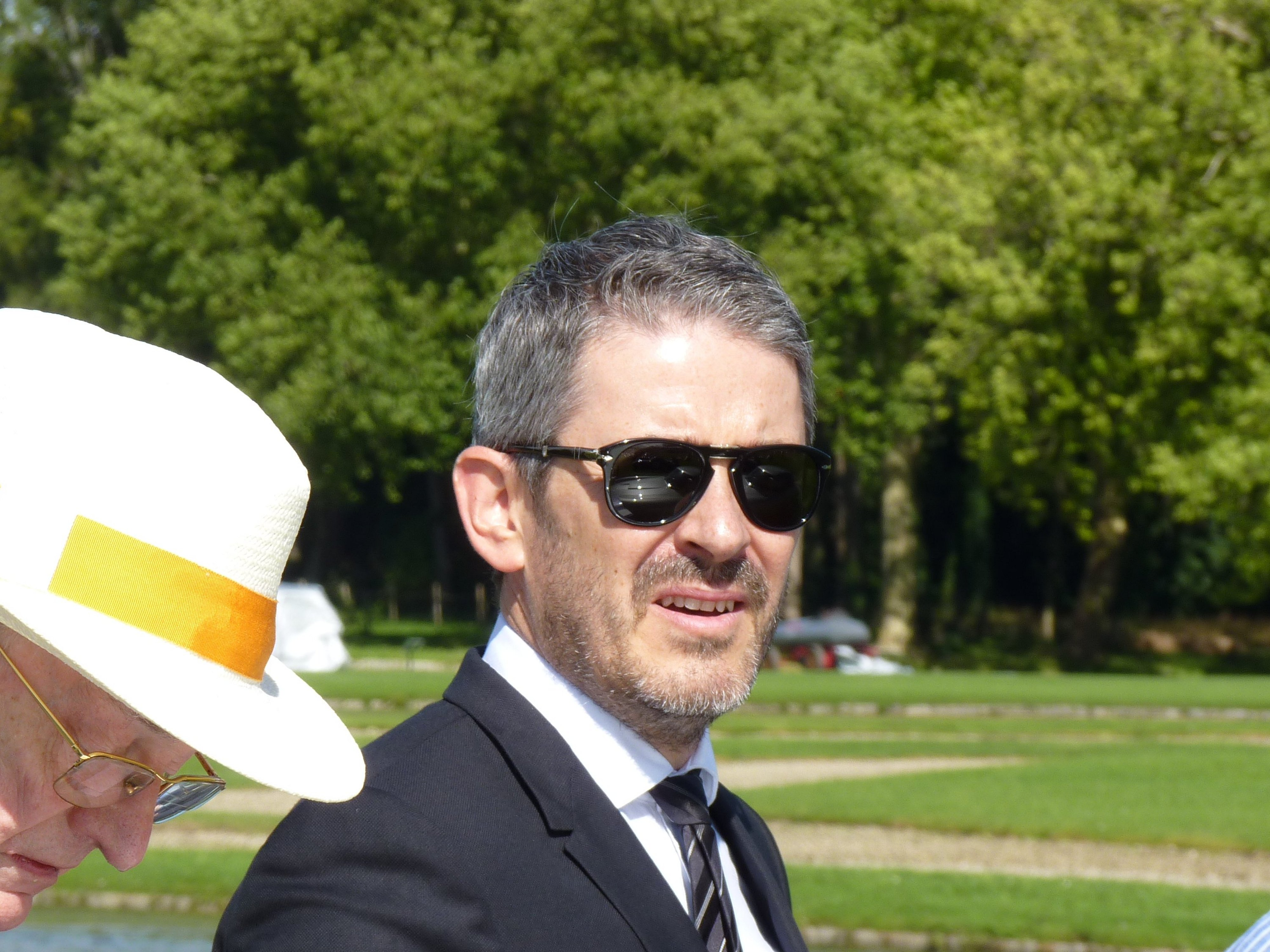
Gilles Vidal au Chantilly Arts & Elegance 2017.

En avril 2019, il participe à la 28e édition du Tour Auto Optic 2000 à bord d'une Peugeot 204 Coupé de 1967.